# Fauna dell'Azerbaigian

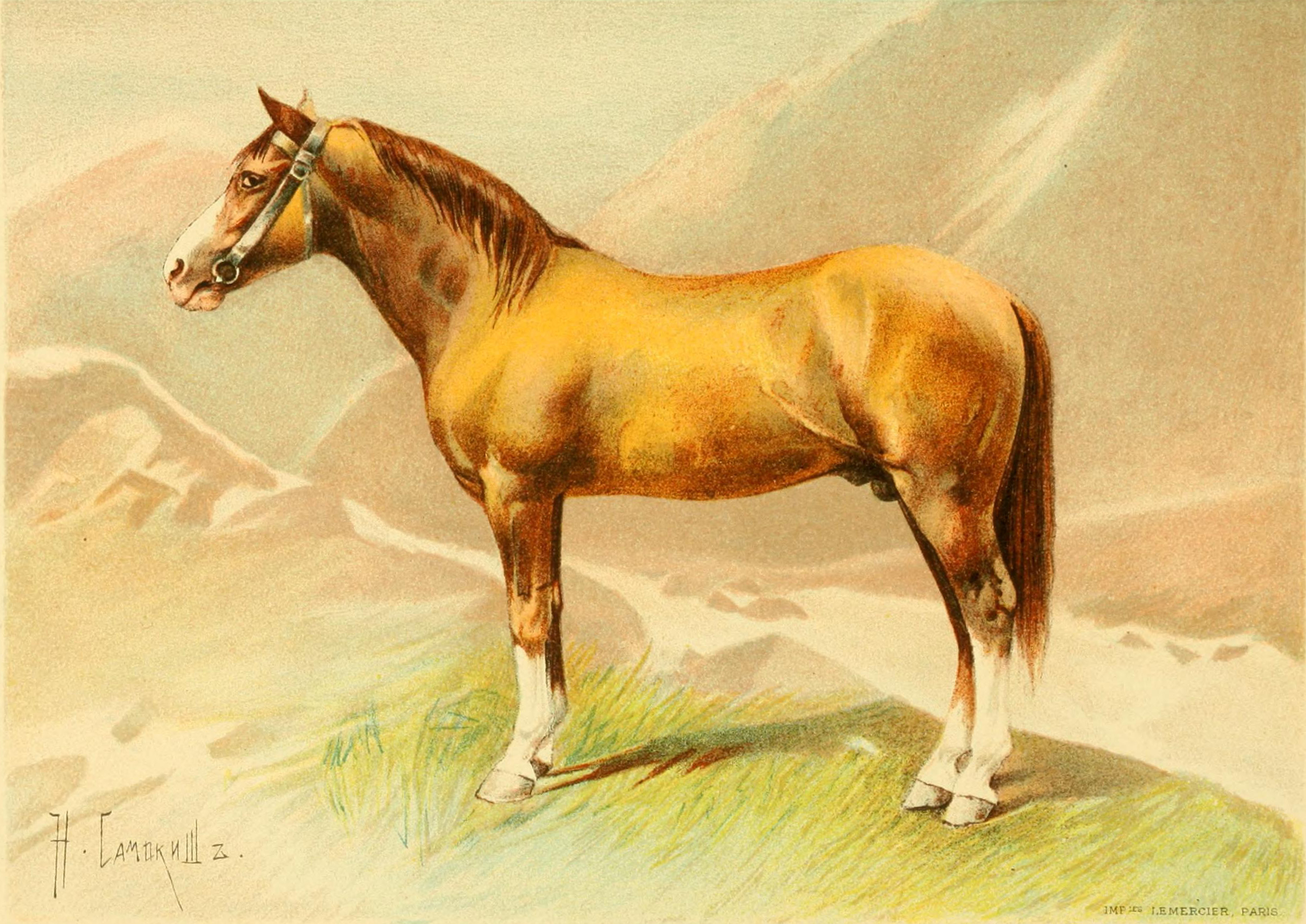
Cavallo del Karabakh, Azerbaigian

La fauna dell'Azerbaigian è composta da rappresentanti del regno animale, che abitano nei vari ecosistemi locali: di montagna, foresta, subalpine e alpine (il Gran e il Caucaso Minore, monti Talish), marine e costiere, acque stagnanti e di transizione, zone umide, pianure e deserti.
Le prime informazioni sulla ricchezza e la varietà della vita animale in Azerbaigian possono essere trovate nelle note dei viaggiatori orientali. La pittura sui monumenti architettonici, sulle rocce antiche e sulle pietre è sopravvissuta fino ai nostri giorni. Le prime notizie sul regno animale dell'Azerbaigian sono state raccolte durante le visite dei naturalisti in Azerbaigian nel XVII secolo.
Il simbolo della fauna dell'Azerbaigian è il cavallo del Karabakh (in azero: Qarabağ atı), che è un cavallo da corsa sulle steppe e sulle montagne e di equitazione che si può trovare solo nel territorio dell'Azerbaigian. Il cavallo del Karabakh ha una reputazione per il suo buon carattere, velocità, eleganza e intelligenza. È una delle razze più antiche, con discendenza risalente al mondo antico. Il cavallo è stato originariamente sviluppato nella regione del Karabakh dell'Azerbaigian nel V secolo e prende il nome dalla regione stessa.

## Mammiferi
L'Azerbaigian si trova all'incrocio di diverse zone zoogeografiche. Qui, alcune specie di animali provenienti dai territori limitrofi come l'Iran, l'Asia centrale, i paesi del Mediterraneo si sono adattate alla natura locale e hanno arricchito la fauna del territorio.  Molto diffusi sono i carnivori, infatti nei vari habitat azeri si possono incontrare carnivori di molte famiglie di animali. Tra i grandi carnivori troviamo molte specie di canidi, tra questi ci sono: il lupo grigio, il lupo delle steppe, sottospecie del sopracitato lupo grigio endemica dell'Asia Centrale, lo sciacallo dorato e la volpe rossa. Anche i felini sono abbastanza diffusi nel paese, tra questi c'è: la lince eurasiatica, il gatto della giungla, il gatto selvatico europeo e il leopardo persiano, di cui però, purtroppo, in Azerbaigian vivono solamente una decina di esemplari. Un'altra categoria di carnivori largamente presente è quella dei mustelidi, tra questi troviamo: la faina, il tasso europeo, la donnola, la martora, la lontra europea, la puzzola marmorizzata e il procione. Tra gli altri carnivori presenti in Azerbaigian ci sono l'orso bruno e la iena striata. Tra gli erbivori invece sono diffusissimi i roditori, tra questi ci sono: il riccio orientale, il riccio dal petto bianco orientale, il riccio dalle orecchie lunghe,  il crocidura ventrebianco, il mustiolo, il topo comune, il ratto grigio, il topo selvatico pigmeo, il criceto migratore, l'arvicola acquatica europea, varie sottospecie di gerboa, di gerbilli, il criceto dorato di Turchia, il ghiro, il driomio, l'arvicola campestre, l'arvicola delle nevi, il topo selvatico a dorso striato, il topolino delle risaie, lo scoiattolo del Caucaso, lo scoiattolo comune, l'istrice indiano, la nutria il ratto nero, la lepre europea e il coniglio selvatico europeo. Tra i grandi erbivori azeri sono i cervidi, tra questi ci sono il capriolo, il cervo europeo, la gazzella gozzuta, il camoscio alpino, con la sua sottospecie caucasica, l'egagro, il muflone e il tur orientale. Sono diffusi i cinghiali.

## Uccelli

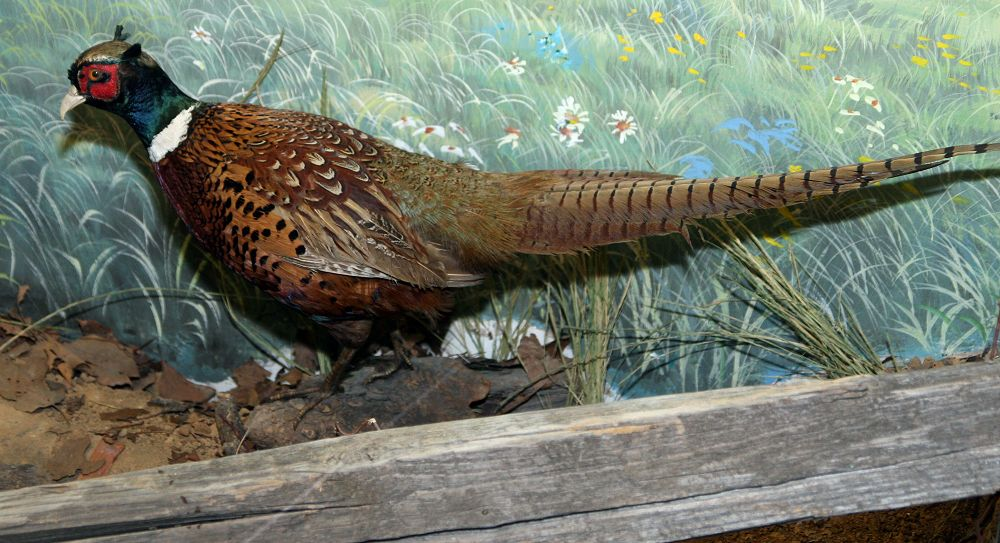
Fagiano comune

Il mondo degli uccelli è piuttosto variegato nella fauna dell'Azerbaigian, basti pensare che ci sono circa 363 specie di uccelli da 60 famiglie, di cui il 40%abita l'Azerbaigian permanentemente. Tra gli uccelli azeri ci sono : fagiano comune, pernice, fagiano di monte, anatra, anser, cigno, airone, pellicano, fenicottero, cormorano, molti di questi uccelli arrivano per lo svernamento.
L'aquila reale è uno degli uccelli che vivono in un'area riservata, principalmente in alta montagna. Il fagiano di monte del Caucaso è osservato nella zona subalpina del Caucaso Minore e Gran Caucaso. Il germano reale è osservato sulla costa del Mar Caspio, nelle acque della repubblica.

## Pesci

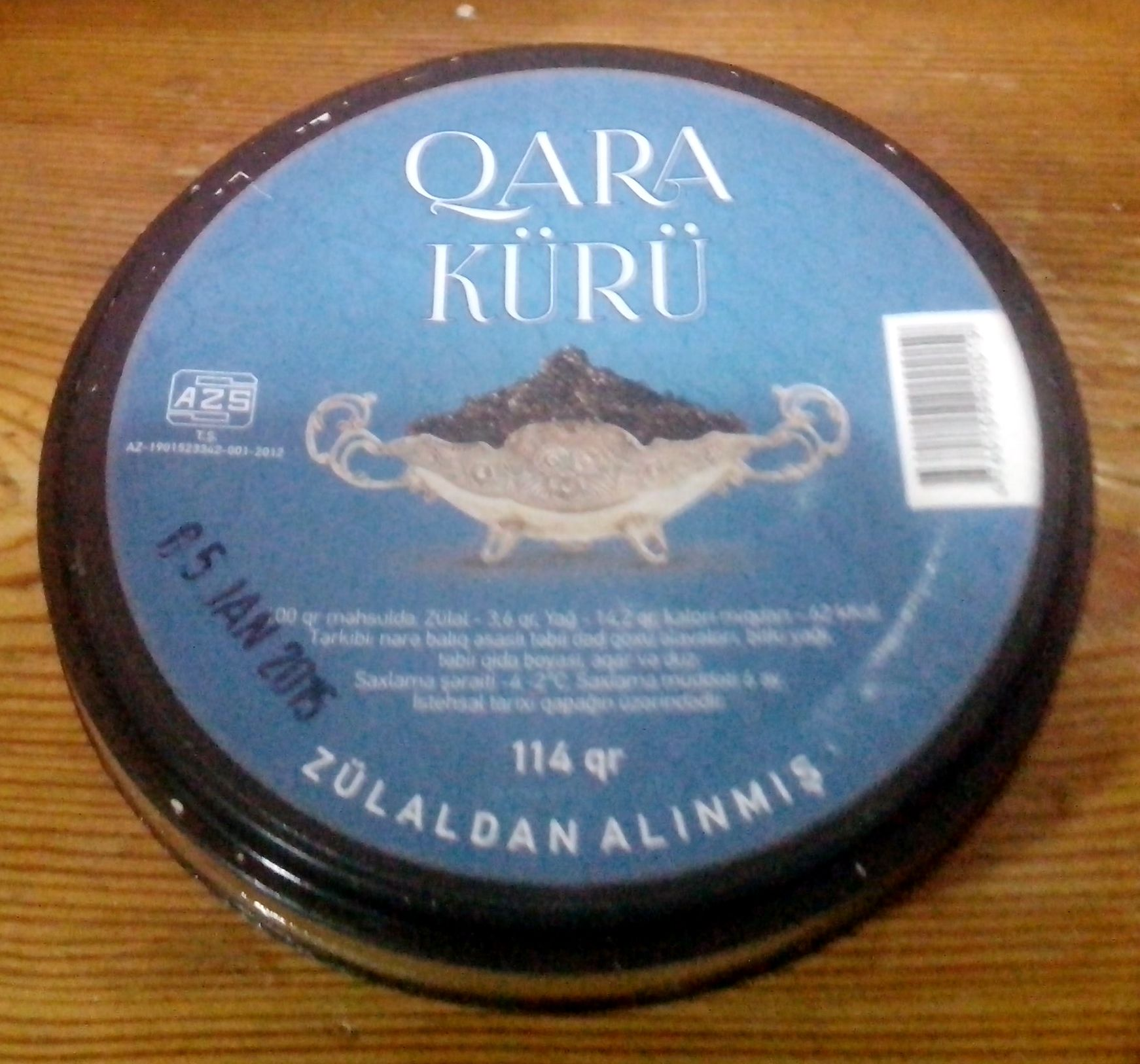
Caviale dall'Azerbaigian

I bacini d'acqua dolce del paese e il Mar Caspio rappresentano 97 specie di pesci. La maggior parte può essere trovata nel fiume Kura, nei laghi circostanti e nel bacino idrico di Mingachevir. Nel bacino idrico di Mingachevir si trovano pesci come abramide, sander, vobla, alborella carenata, ecc.
La maggior parte dei pesci sono anadromi (i giovani crescono in acqua salata e migrano in acque dolci per riprodursi dopo che hanno raggiunto la maturità). I più preziosi dei pesci anadromi sono il salmone, lo storione, lo sterleto, lo storione stellato e lo storione ladano (beluga). Aspius, alborella carenata e anguilliformi sono anche pesci anadromi. La carne di storione e di caviale sono di grande valore. Inoltre, i bacini idrici dell'Azerbaigian contengono specie di pesci preziosi come carpa comune, cefali, kutum e altri. Specie di pesci come le aringhe sono pescate nel Mar Caspio.

## Estinzioni
L'Azerbaigian un tempo era abitato da alcuni animali che, sfortunatamente al giorno d'oggi sono completamente scomparsi dal territorio azero, il più famoso di questi è la tigre del Mar Caspio, essa un tempo era il felino più grande al mondo, insieme alla Tigre siberiana e alla tigre del Bengala, essa aveva un areale che andava dalla Turchia alla provincia cinese dello Xinjiang, si è estinta definitivamente nel 1970, a causa della caccia, della distruzione del suo habitat e di varie malattie, come la peste suina. Gli altri animali che hanno trovato l'estinzione nel territorio azero, tra questi c'è il leone asiatico, estinto nel X secolo, e il ghepardo asiatico.